# Коношское городское поселение
Коношское городское поселение или муниципальное образование «Коношское» — муниципальное образование со статусом городского поселения в Коношском муниципальном районе Архангельской области России.
Соответствует административно-территориальным единицам в Коношском районе — посёлку городского типа Коноша и Даниловскому сельсовету.
Административный центр — рабочий посёлок Коноша.

## География
Коношское городское поселение находится на юге Коношского муниципального района, к востоку от Коношской возвышенности. К северу от Коношского поселения находится Вохтомское сельское поселение, к востоку — Подюжское сельское поселение и Тавреньгское сельское поселение, к западу — сельское поселение «Мирный» и Ерцевское сельское поселение, к югу — Вологодская область. Крупнейшие реки в поселении: Вель, Вотчица, Кубена, Липоньга, Короваевка, Золотуха, Малая Кубенка, Верхотина, Прелица, Семёновка, Кубенка, Западница, Кремлица, Ивановская, Хомовица. Озёра: Большое, Малое, Кубенское.

## История
В 1926 году Кремлёвская волость с центром на станции Коноша входила в состав Кадниковского уезда Вологодской губернии. В 1931 году из упразднённого Коношского района в состав Няндомского района были переданы рабочий посёлок Коноша и Валдиевский, Даниловский, Третинский и Ширыхановский сельские Советы. В 1935 году они вернулись в состав вновь образованного Коношского района. Указом президиума Верховного Совета РСФСР от 1 февраля 1963 года были образованы Няндомский промышленный и Коношский сельский районы. В 1965 году Няндомский промышленный и Коношский сельский районы были упразднены.
Муниципальное образование было образовано в 2006 году. 

## Население
| 2005    | 2010    | 2011    | 2012    | 2013    | 2014    | 2015    | 2016    | 2017    |
| ------- | ------- | ------- | ------- | ------- | ------- | ------- | ------- | ------- |
| 14 954  | ↘13 281 | ↘13 232 | ↘12 871 | ↘12 513 | ↘12 242 | ↘12 012 | ↘11 809 | ↘11 660 |
| 2018    | 2019    | 2020    | 2021    | 2023    |         |         |         |         |
| ↘11 583 | ↘11 407 | ↘11 342 | ↘11 041 | ↘10 900 |         |         |         |         |

## Состав городского поселения
| №  | Населённый пункт | Тип населённого пункта                  | Население |
| -- | ---------------- | --------------------------------------- | --------- |
| 1  | Валдеево         | деревня                                 | 8         |
| 2  | Вересово         | посёлок                                 | ↘350      |
| 3  | Верхняя          | деревня                                 | ↘13       |
| 4  | Даниловская      | деревня                                 | →1        |
| 5  | Заречный         | посёлок                                 | ↘303      |
| 6  | Зелёная          | деревня                                 | ↘5        |
| 7  | Избное           | деревня                                 | ↘3        |
| 8  | Колфонд          | посёлок                                 | ↘2        |
| 9  | Коноша           | рабочий посёлок, административный центр | ↘10 317   |
| 10 | Кремлево         | деревня                                 | ↘50       |
| 11 | Кузьминская      | деревня                                 | ↘2        |
| 12 | Лычное           | деревня                                 | →0        |
| 13 | Мотылёво (Треть) | деревня                                 | ↘6        |
| 14 | Норинская        | деревня                                 | →7        |
| 15 | Пархачевская     | деревня                                 | ↘10       |
| 16 | Паунинская       | деревня                                 | →3        |
| 17 | Тёмная           | деревня                                 | →0        |
| 18 | Толстая          | деревня                                 | →6        |
| 19 | Тундриха         | деревня                                 | ↘3        |
| 20 | Харламовская     | деревня                                 | →8        |
| 21 | Чублак           | деревня                                 | ↘31       |
| 22 | Ширыхановский    | посёлок                                 | →0        |

## Достопримечательности
Охраняемые памятники архитектуры:
1. Дом Бажукова (д. Кремлёво)
2. Дом торговца (д. Кремлёво)
3. Церковь Рождества Богородицы (д. Кремлёво)
4. Дом Чащиновых (д. Толстая)
5. Дом в деревне Норинской, в которой с 1964 по 1965 отбывал ссылку будущий лауреат Нобелевской премии по литературе Иосиф Бродский